# 지수 평활법
지수 평활법(指數平滑法, exponential smoothing)은 지수 창함수(exponential window function)를 사용하여 시계열 데이터를 매끈하게 만드는 경험 법칙이다. 단순 이동 평균에서 과거의 관찰값의 가중치가 동등하게 주어지는 반면, 지수 함수를 사용하면 시간이 지남에 따라 가중치가 기하급수적으로 감소된다.

## 같이 보기
- 연분수